# Pověst o Úpických rytířích

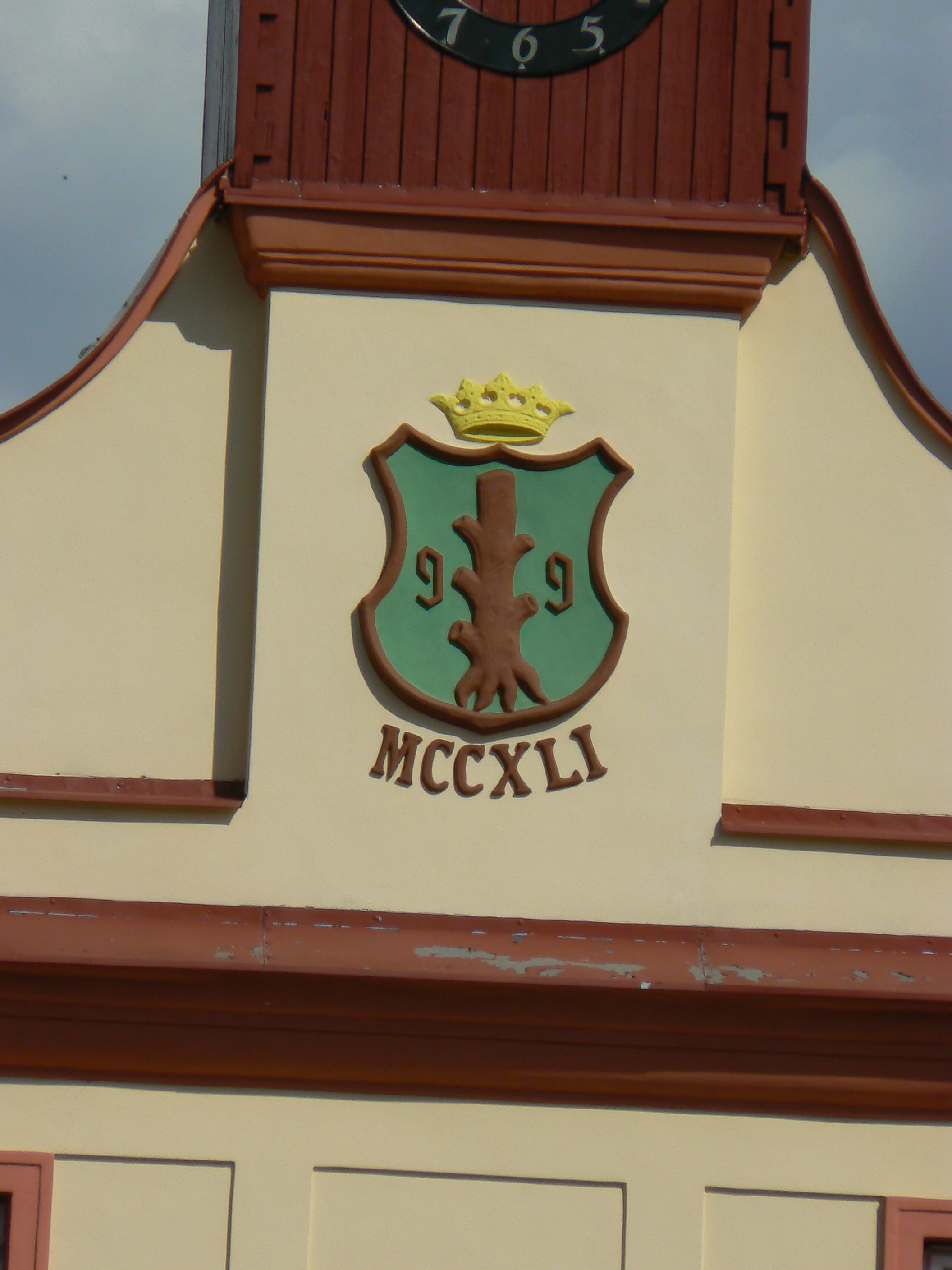
Upice radnice znak

Pověst o Úpických rytířích se váže k roku 1241, kdy skrze území Úpicka táhly nájezdnické kmeny Tatarů, které v tuto dobu skutečně plenili oblasti jihozápadního Polska a Slezska, pod vedením nejstaršího z Čingischánových vnuků Bátúem. Ten rozdělil své vojsko do 3 proudů z nichž jeden měl plenit právě území Čech. Na území Slezska se ale tento proud spojil s proudem, který měl namířeno přes Polsko do severního Německa. Na svých taženích se dostali až k Trutnovu.
Legenda vypráví příběh o tom, jak malá osada, umístěná na okraji řeky Úpy, která sloužila jako stanice na obchodní stezce (Kladská trhovka)  mezi Náchodem a Dvorem Králové. Mongoly na jejich tažení předbíhala pověst nelítostných nájezdníků. Když dorazila do Úpice zpráva, že sousední osada (Sedloňov) byla vydrancována, všichni obyvatelé si zabalili cennosti a vydali se hledat úkryt v nedalekém lese zvaném „Svobodný“, kde jak pověst praví, osekali stromům větve a na ně rozvěsili lucerny. Mezitím úpičtí postavili přes řeku provizorní most (zde se jednotlivé verze pověsti liší, jiné verze tvrdí, že most již stál a byl jen sabotován). Když Tataři v noci uviděli světla další osady, vydali se plenit i tu. Ve chvíli kdy překračovali řeku, byl ale most stržen a tatarská jízda se zřítila do rozvodněné Úpy. Zbytek vojska se rozprchl ti, kteří se pokusili vyplavat, byli ubiti na břehu. Tak se podle pověsti dostal do městského znaku oklestěný kmen ve zlatém poli s letopočtem 1241, který je dodnes k vidění na městské radnici a obyvatelé Úpice byli za svou odvahu nazýváni rytíři.